# خورشیدگرفتگی ۱۰ ژانویه ۱۸۱۵
خورشیدگرفتگی ۱۰ ژانویه ۱۸۱۵ (به انگلیسی: Solar eclipse of 1۰ ژانویه ۱۸۱۵) یک خورشیدگرفتگی از نوع خورشیدگرفتگی حلقه‌ای بود. این خورشیدگرفتگی در تاریخ ۱۰ ژانویه ۱۸۱۵ روی داد که زمان اوج آن، ساعت ۱۳:۵۷:۰۶ به‌وقت ساعت هماهنگ جهانی بوده‌است. مدت‌زمان و طول این خورشیدگرفتگی ۰۷ دقیقه و ۵۵ ثانیه بود.